# España en el Campeonato Mundial de Atletismo de 2005
La selección española de atletismo acudió a los Campeonatos del Mundo de Atletismo de 2005, celebrados en Helsinki entre el 6 y el 14 de agosto de 2005, con un total de 49 atletas (31 hombres y 18 mujeres).

## Medallas
Se lograron un total de 2 medallas: una de plata y una de bronce, ambas en la prueba de 20 kilómetros marcha de la mano de Paquillo Fernández y de Juan Manuel Molina. Por el número de medallas obtenidas, España ocupó el 23.º puesto en el medallero.

## Finalistas
Además se obtuvieron otros 8 puestos de finalista gracias a las actuaciones de Arturo Casado y Juan Carlos Higuero, 5.º y 6.º en los 1500 metros lisos; de Julio Rey, 8.º en el Maratón; de Antonio David Jiménez Pentinel, 6.º en los 3000 metros obstáculos; de Joan Lino Martínez, 4.º en Salto de longitud; de Mayte Martínez, 5.ª en los 800 metros lisos; de Natalia Rodríguez Martínez, 6.ª en los 1500 metros lisos; y de María Vasco, 4.ª en los 20 kilómetros marcha.

## Participación
El detalle de la actuación española en la segunda edición de los campeonatos del mundo de atletismo se recoge en la siguiente tabla:
| Atletas                          | Pruebas                 | Actuación                                                                                               |
| -------------------------------- | ----------------------- | --- |
| Antonio Manuel Reina Ballesteros | 800 metros lisos        | Semifinalista: 1.º en su eliminatoria (1:47.14) y 6.º en su semifinal (1:46.89)                         |
| Antonio Manuel Reina Ballesteros | 4 x 400 metros lisos    | 1.ª ronda: 5.º en su eliminatoria (3:08.03)                                                             |
| Eugenio Barrios                  | 800 metros lisos        | Semifinalista: 4.º en su eliminatoria (1:47.53) y 7.º en su semifinal (1:48.76)                         |
| Manuel Olmedo                    | 800 metros lisos        | 1.ª ronda: Abandonó en su eliminatoria                                                                  |
| Arturo Casado                    | 1500 metros lisos       | Finalista: 1.º en su eliminatoria (3:41.64), 2.º en su semifinal (3:40.61) y 5.º en la final (3:39.45). |
| Juan Carlos Higuero              | 1500 metros lisos       | Finalista: 8.º en su eliminatoria (3:37.40), 6.º en su semifinal (3:36.65) y 6.º en la final (3:40.34). |
| Reyes Estévez                    | 1500 metros lisos       | Final: 4.º en su eliminatoria (3:39.93), 5.º en su semifinal (3:40.73) y 11.º en la final (3:46.65).    |
| Alberto García                   | 5000 metros lisos       | 1.ª ronda: 9.º en su eliminatoria (13:25.44)                                                            |
| Roberto García                   | 5000 metros lisos       | 1.ª ronda: 15.º en su eliminatoria (13:59.50)                                                           |
| Jesús España Cobo                | 5000 metros lisos       | 1.ª ronda: Descalificado                                                                                |
| Juan Carlos de la Ossa           | 10000 metros lisos      | Final: 10.º (27:33.42)                                                                                  |
| Julio Rey                        | Maratón                 | Finalista: 8.º (2h12:51)                                                                                |
| José Manuel Martínez             | Maratón                 | 30.º (2h20:07)                                                                                          |
| Kamel Ziani                      | Maratón                 | 50.º (2h25:06)                                                                                          |
| José Ríos Ortega                 | Maratón                 | Abandonó                                                                                                |
| Felipe Vivancos                  | 110 metros vallas       | 1.ª ronda: 7.º en su eliminatoria (14.34)                                                               |
| Eduardo Iván Rodríguez           | 400 metros vallas       | Semifinalista: 6.º en su eliminatoria (50.22) y 7.º en su semifinal (49.97)                             |
| Antonio David Jiménez Pentinel   | 3000 metros obstáculos  | Finalista: 3.º en su eliminatoria (8:16.72) y 6.º en la final (8:17.69)                                 |
| Luis Miguel Martín Berlanas      | 3000 metros obstáculos  | Final: 5.º en eliminatoria (8:17.47) y 11.º en la final (8:22.13)                                       |
| José Luis Blanco                 | 3000 metros obstáculos  | Final: 3.º en eliminatoria (8:21.04) y 14.º en la final (8:24.62)                                       |
| Joan Lino Martínez               | Salto de longitud       | Finalista: 8.º en la calificación (8.10) y 4.º en la final (8.24)                                       |
| Manuel Martínez Gutiérrez        | Lanzamiento de peso     | Calificación: 16.º (19.55)                                                                              |
| Mario Pestano                    | Lanzamiento de disco    | Final: 4.º en la calificación (65.04) y 11.º en la final (62.75)                                        |
| Óscar González                   | Decatlón                | 16.º (7.526 puntos)                                                                                     |
| David Canal                      | 4 x 400 metros lisos    | 1.ª ronda: 5.º en su eliminatoria (3:08.03)                                                             |
| David Melo                       | 4 x 400 metros lisos    | 1.ª ronda: 5.º en su eliminatoria (3:08.03)                                                             |
| David Testa                      | 4 x 400 metros lisos    | 1.ª ronda: 5.º en su eliminatoria (3:08.03)                                                             |
| Paquillo Fernández               | 20 kilómetros marcha    | Medalla de plata (1h19:36)                                                                              |
| Juan Manuel Molina               | 20 kilómetros marcha    | Medalla de bronce (1h19:44)                                                                             |
| José Ignacio Díaz                | 20 kilómetros marcha    | 22.º (1h24:00)                                                                                          |
| Jesús Ángel García Bragado       | 50 kilómetros marcha    | Descalificado                                                                                           |
| Mikel Odriozola                  | 50 kilómetros marcha    | Descalificado                                                                                           |
| Mayte Martínez                   | 800 metros lisos        | Finalista: 3.ª en su eliminatoria (2:07.34), 4.ª en su semifinal (1:59.40) y 5.ª en la final (1:59.99)  |
| Natalia Rodríguez Martínez       | 1500 metros lisos       | Finalista: 5.ª en su eliminatoria (4:11.82) y 6.ª en la final (4:03.06)                                 |
| Nuria Fernández Domínguez        | 1500 metros lisos       | 1.ª ronda: 12.ª en su eliminatoria (4:14.45)                                                            |
| Marta Domínguez                  | 5000 metros lisos       | Final: 5.ª en su eliminatoria (14:56.02) y 14.ª en la final (15:02.30)                                  |
| Isabel Eizmendi                  | Maratón                 | 31.ª (2h36:41)                                                                                          |
| Glory Alozie                     | 100 metros vallas       | Semifinalista: 2.ª en su eliminatoria (12.71) y 4.ª en su semifinal (13.05)                             |
| Cora Daniela Olivero             | 400 metros vallas       | Semifinalista: 5.ª en su eliminatoria (56.96) y 5.ª en su semifinal (56.47)                             |
| Rosa María Morató                | 3000 metros obstáculos  | 1.ª ronda: 9.ª en su eliminatoria (10:07.09)                                                            |
| Ruth Beitia                      | Salto de altura         | Calificación: 19.ª (1.88)                                                                               |
| Marta Mendía                     | Salto de altura         | Calificación: 15.ª (1.88)                                                                               |
| Naroa Aguirre                    | Salto con pértiga       | Final: 12.ª en la calificación (4.40) y 9.ª en la final (4.35)                                          |
| Concepción Montaner              | Salto de longitud       | Final: 2.ª en la calificación (6.65) y 11.ª en la final (6.32)                                          |
| Carlota Castrejana               | Triple salto            | Final: 9.ª en la calificación (14.20) y 11.ª en la final (13.86)                                        |
| Berta Castells                   | Lanzamiento de martillo | Calificación: 17.ª (65.50)                                                                              |
| Mercedes Chilla                  | Lanzamiento de jabalina | Calificación: 15.ª (58.38)                                                                              |
| María Vasco                      | 20 kilómetros marcha    | Finalista: 4.ª (1h28:51)                                                                                |
| María Teresa Gargallo            | 20 kilómetros marcha    | 16.ª (1h32:24)                                                                                          |
| María José Poves                 | 20 kilómetros marcha    | 28.ª (1h36:12)                                                                                          |